# Imaginaerum
Imaginaerum ist das siebte Studioalbum der finnischen Symphonic-Metal-Band Nightwish. Das Album wurde am 30. November 2011 in Finnland und am 2. Dezember 2011 im deutschsprachigen Raum veröffentlicht. Imaginaerum erreichte Platz eins der finnischen Albumcharts und wurde dort bereits zwei Tage nach der Veröffentlichung mit Doppel-Platin ausgezeichnet.

## Entstehung
Im Juni 2009 erklärte Tuomas Holopainen in einem Interview mit dem finnischen Musikmagazin Soundi, dass er mit den Arbeiten an einem neuen Album begonnen habe. Anfang Juni 2010 konnte die Vorproduktion beendet werden. Kurz darauf versammelten sich die Musiker ohne ihre hochschwangere Sängerin Anette Olzon in einem „Sommercamp“ im finnischen Dorf Sävi, um das Material zu sichten und zu arrangieren. Für das aufgenommene Demo sang Bassist Marco Hietala alle Texte ein.
Die Studioaufnahmen zum Album begannen am 16. Oktober 2010. Es wurden zunächst das Schlagzeug, der Bass und die Gitarren aufgenommen. Im Februar 2011 wurden das Orchester und die Chöre aufgezeichnet. Die Arrangements hierfür wurden wie schon bei Dark Passion Play von Pip Williams ausgearbeitet. Williams erklärte in einem Interview, dass er insgesamt sechs Monate für das Arrangieren benötigte. Während er für das Lied Slow, Love, Slow nur drei Tage brauchte, zogen sich die Arbeiten für Scaretale über einen Monat hin.
Am 10. Februar 2011 gab die Band den Albumtitel Imaginarium bekannt. Ferner erklärte die Band, dass sie gleichzeitig an einem gleichnamigen Film arbeiten, der im Jahre 2012 erscheinen soll. Der Album- und Filmtitel bezeichnet laut Holopainen „die Kraft der Phantasie und die Achterbahnfahrt des Lebens“.
Im März 2011 sollte der Gesang aufgenommen werden. Durch zwei Unfälle musste dieser Prozess verschoben werden. Erst sollte Anette Olzon ihren Gesang aufnehmen. Als sie in ihrer Wohnung eine E-Mail beantworten und ihren Sohn an ihren Lebensgefährten übergeben wollte, stürzte sie über ein Spielzeug und brach sich einige Rippen. Daraufhin sollten die Aufnahmen von Marco Hietala vorgezogen werden, jedoch rutschte er auf seinem vereisten Hinterhof aus und erlitt eine Muskelzerrung. Hietala nahm trotz Schmerzen seinen Gesang auf. Mitte April 2011 wurden die Aufnahmen beendet.
Gemischt wurde das Album zwischen April und Juni 2011 von Mikko Karmilla in den Finnvox Studios in Helsinki. Das Mastering übernahm Mike Jussila. Um Verwechselungen mit anderen Dingen, die Imaginarium heißen, zu vermeiden wurde Ende August 2011 die Schreibweise des Albums und des Films in Imaginaerum geändert. Gleichzeitig verlängerte die Band ihren Vertrag mit Nuclear Blast Records.

## Veröffentlichung
Das Album erschien als reguläre CD im Jewelcase sowie als limitiertes Digipak, das als Bonus eine CD mit den Instrumentalversionen der Lieder enthält. Auf Schallplatte erschien Imaginaerum als Doppel-LP auf grauen und durchsichtigem Vinyl sowie als Picture Disc. Darüber hinaus veröffentlichte Nuclear Blast Records eine so genannte Mailorder Edition, die auf 1.000 Exemplare limitiert ist. Diese Edition enthält das Album im Digipak, die 1-Track-Single Rest Calm in der Demoversion, bei der das Lied alleine von Marco Hietala gesungen wird und einen Wandspiegel.
Als erste Single wurde im November 2011 das Lied Storytime ausgekoppelt. Die Single erschien auf CD und in verschiedenen Vinylversionen und enthält neben der Albumversion noch die gekürzte Radioversion sowie eine Instrumentalversion des Liedes. Die zweite Single ist die Ballade The Crow, the Owl and the Dove. Neben den drei Versionen dieses Liedes enthält die 5-Track-Single das bisher unveröffentlichte Lied The Heart Asks Pleasure First. Hierbei handelt es sich um eine Coverversion aus dem Soundtrack des Films Das Piano. Die Originalversion stammt vom englischen Komponisten Michael Nyman.

## Die Lieder
Die Texte des Albums fassen laut Tuomas Holopainen die Texte der sechs Vorgängeralben zusammen. In einem Interview erklärte er, dass seine aktuellen Texte inhaltlich „eine Feier seiner Existenz darstellen“. Inspiriert wurde Holopainen erneut vom US-amerikanischen Dichter Walt Whitman. Holopainen erklärte, dass er „viele seiner eigenen Gedanken in Whitmans Werken wiederfände“.
Mit Slow, Love, Slow schrieb die Band erstmals ein Jazzlied. Tuomas Holopainen erklärte, dass er schon immer mal ein langsames Lied über die Liebe schreiben wollte. In I Want My Tears Back geht es darum, in die eigene Kindheit zurückzukehren. In einem Interview erklärte Tuomas Holopainen, dass ein Kind aus ganzem Herzen weinen darf, was er für ein befreiendes Gefühl hält. Der Dudelsack wurde von Troy Donockley eingespielt. Es ist das einzige Lied auf dem Album, auf dem weder Chor noch Orchester zu hören sind.
Mit Arabesque und dem Titellied Imaginaerum stehen dieses Mal zwei Instrumentale auf dem Album. Das Titellied ist ein von Pip Williams zusammengestelltes Medley aus den zwölf anderen Liedern des Albums. Bei dem Lied Turn Loose the Mermaids verarbeitet Holopainen den Tod seines Großvaters.

„Mein Großvater hatte nur noch wenige Minuten zu leben. Ich nahm Abschied und stellte mir im Flur vor, wie Meerjungfrauen ihn davon tragen.“

Das Lied Song of Myself schrieb Holopainen für sich selbst. Der Text deckt seine Erlebnisse ab und reicht von Lebenslust bis Selbsthass. In dem Gedichtteil des Liedes sind die Stimmen von Freunden, Verwandten und weiteren der Band nahestehenden Personen zu hören. An dem Text des Gedichtes arbeitete Holopainen nach eigener Aussage über Monate. Der Text zu The Crow, the Owl and the Dove hingegen wurde innerhalb von 15 Minuten geschrieben. Letzteres Lied wurde von Marco Hietala geschrieben. Tuomas Holopainen bat ihn darum, dieses Lied nicht für seine Band Tarot zu verwenden, als Hietala ihm es vorspielte.

## Rezeption

### Rezensionen
Laut Stefan Popp vom Onlinemagazin metal1.info ist der Band ein „allüberstrahlendes Meisterwerk gelungen“. Spätestens jetzt sei Nightwish „eine völlig einzigartige Band geworden, die mit keiner anderen Gruppierung vergleichbar ist“. Dafür, dass das Album „von Anfang bis Ende Gänsehaut erzeugt und unter die Haut geht“, vergab Popp zehn von zehn Punkten. Für Andreas Schulz vom Onlinemagazin Musikreviews.de verdeutlicht Imaginaerum „eindrucksvoll die Ausnahmestellung der Band und stellt jegliche Genrekonkurrenz vor eine unüberwindbare Hürde“. Schulz bewertete das Album mit 13 von 15 Punkten.
Siegfried Samer vom österreichischen Onlinemagazin Stormbringer kritisierte, dass Nightwish „hinter ihren kompositorischen Möglichkeiten zurückbleiben“ und dass die Sängerin Anette Olzon „besonders bei den kraftvollen Passagen überfordert wirkt“. Er gab dem Album drei von fünf Punkten.

### Chartplatzierungen
Das Album Imaginaerum erreichte auf Anhieb Platz eins der finnischen Albumcharts. Für die Band ist es bereits das fünfte Nummer-eins-Album in Folge. In Deutschland stieg das Album auf Platz sechs ein. Am Ende des Jahres belegte Imaginaerum Rang 51 der deutschen Album-Jahrescharts sowie Rang fünf der deutschen Independent-Jahrescharts. In der Schweizer Hitparade erreichte das Album mit Rang drei seine höchste Chartnotierung, in Österreich mit Rang neun. Die erste Single Storytime stieg auf Platz eins der finnischen Singlecharts ein. Damit erreichte die Band zum zwölften Mal die Spitzenposition. In Deutschland erreichte die Single Platz 39, in der Schweiz Rang 31 und in Österreich Rang 57.
| ChartsChartplatzierungen       | Höchstplatzierung | Wochen |
| ------------------------------ | ----------------- | ------ |
| Deutschland (GfK)              | 6 (22 Wo.)        | 22     |
| Finnland (IFPI)                | 1 (41 Wo.)        | 41     |
| Österreich (Ö3)                | 9 (6 Wo.)         | 6      |
| Schweiz (IFPI)                 | 3 (22 Wo.)        | 22     |
| Vereinigte Staaten (Billboard) | 27 (3 Wo.)        | 3      |
| Vereinigtes Königreich (OCC)   | 69 (1 Wo.)        | 1      |

| ChartsJahrescharts (2011) | Platzierung |
| ------------------------- | ----------- |
| Deutschland (GfK)         | 51          |
| Schweiz (IFPI)            | 77          |

### Auszeichnungen
In den ersten beiden Tagen nach der Veröffentlichung wurden in Finnland über 50.000 Einheiten des Albums verkauft, wofür das Album mit Doppelplatin ausgezeichnet wurde. Dabei profitierte die Band davon, dass die finnische Sektion der International Federation of the Phonographic Industry den Grenzwert für die Vergabe von Platinauszeichnungen im Jahre 2010 von 30.000 auf 20.000 Einheiten reduzierte. In Deutschland erhielt das Album Anfang Januar 2012 eine Goldene Schallplatte für 100.000 verkaufte Einheiten.
| Land/Region        | Auszeichnungen für Musikverkäufe (Land/Region, Auszeichnung, Verkäufe) | Verkäufe |
| ------------------ | ---------------------------------------------------------------------- | -------- |
| Deutschland (BVMI) | Gold                                                                   | 100.000  |
| Finnland (IFPI)    | 2× Platin                                                              | 67.932   |
| Polen (ZPAV)       | Gold                                                                   | 10.000   |
| Schweiz (IFPI)     | Gold                                                                   | 15.000   |
| Insgesamt          | 3× Gold · 2× Platin ·                                                  | 192.932  |